# Eisley

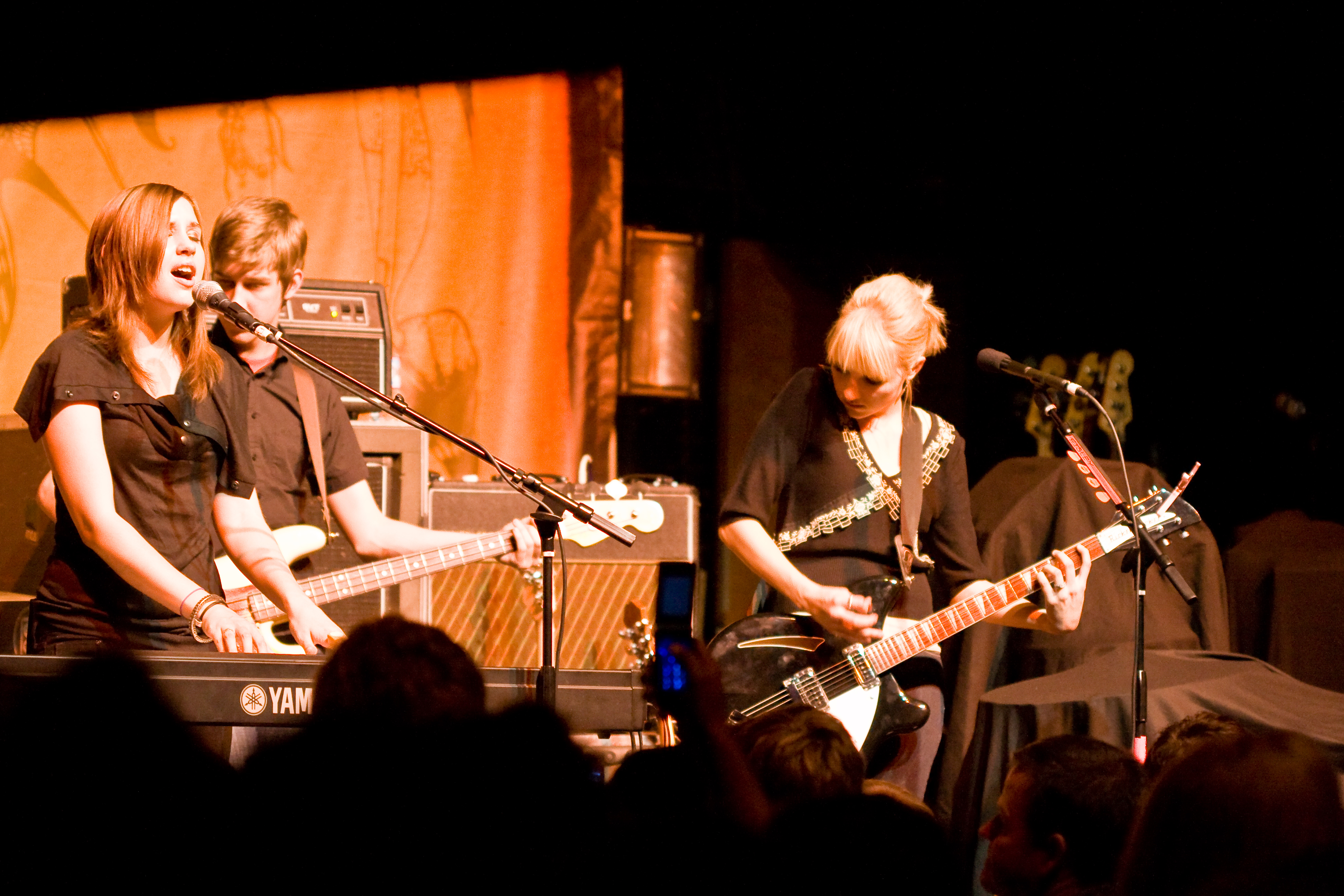
Eisley live

Eisley ist eine Rockband aus Tyler, Texas. Sie besteht aus den vier Geschwistern Chauntelle, Sherri, Stacy, und Weston DuPree sowie ihrem Cousin Garron DuPree. Sie bezeichnen sich als eine Melodic-Indie-Rock-Band.

## Bandgeschichte
Laut eigenen Angaben gründete sich die Band 1997. Von 1998 bis 2002 hatten sie erste Auftritte in lokalen Kneipen und Cafés. Die Eltern der vier Geschwister unterstützen die Band, indem sie die Gruppe zur Hausband ihres Brewtones Coffee Galaxy machten. Dort spielten sie zusammen mit Ester Drang, Midlake, Waterdeep und anderen lokal bekannten Gruppen.
Nachdem sich Eisley in Dallas einen Namen machen konnten, wurden sie zum Vorspielen nach New York und Los Angeles geladen. 2003 erhielten sie bei Warner Bros. Records einen Vertrag. Ebenfalls 2003 wurden sie bei den Dallas Observer Music Awards als Best New Artist gewürdigt.
Zu diesem Zeitpunkt hatte sich die Gruppe auf den Namen Eisley geeinigt. Ursprünglich hatten sie sich nach einer Weltraumstadt aus den Star-Wars-Filmen namens Mos Eisley benannt. Da dies jedoch rechtliche Probleme mit sich brachte, wurde der Name auf den jetzigen Bandnamen verkürzt.
Mit dem Lied Telescope Eyes hatte die Gruppe weitere Erfolge. Zu diesem Song, sowie auch zu Marvelous Things, I Wasn't Prepared, Memories und zu Invasion wurden auch Musik-Videos produziert.
Neben den vier Geschwistern Chauntelle (Lead-Gitarre), Sherri (Keyboard und Gesang), Stacy (Gitarre und Gesang), und Weston (Schlagzeug) DuPree spielte zunächst Amy Whittaker den Bass. Er wurde jedoch schon 1998 durch Taylor Muse ersetzt. Dieser verließ die Band 2001 wieder, da er sich anderen Projekten widmen wollte. Jonathan Wilson, ein Freund der Band, ersetzte ihn. Dieser blieb bis 2005 Bassist und spielte noch auf der Tour mit Hot Hot Heat mit. Aktuell ist der Bass mit dem Cousin der Geschwister Garron DuPree besetzt. Er war 2005 gerade einmal 15 Jahre alt.

## Diskografie

### Alben
- Room Noises – (2005, Warner Bros. Records)
- Combinations – (2007, Warner Bros. Records)
- The Valley – (2011, Equal Vision Records)
- Currents – (2013, Equal Vision Records)

### EPs
- Laughing City – (2003, Record Collection)
- Marvelous Things – (2003, Warner Bros. Records)
- Telescope Eyes E.P. – (2005 Reprise Records)
- Head Against The Sky E.P. – (2005 Reprise Records)
- Final Noise E.P. – (2006, Reprise Records)
- Like the Actors E.P. – (18. Dezember 2007, Reprise Records)
- Deep Space E.P. – (15. Februar 2012, Equal Vision Records)